# مبارك درار عبد الله
مبارك درار عبد الله  (1956م) بروفيسور سوداني الجنسية ولد بجزيرة أرقو بالسودان عالم فيزيائي حاز علي درجه الدكتوراه من جامعة الخرطوم.

## المراحل الدراسيه
- مدرسه ارقو الأوليه.
- مدرسه ارقو الوسطي.
- مدرسه دنقلا الثانويه.
- كليه العلوم قسم الفيزياء جامعه الخرطوم.

## المؤهلات العلمية
- بكالوريوس فيزياء ورياضيات 1979 جامعه الخرطوم
- ماجستير فيزياء الجوامد 1984 جامعه الخرطوم
- الدكتوراه في الفيزياء النظرية ( مشاكل الطاقة والكونيات علي ضوء النسبية عامة ) 1998 جامعه الخرطوم
(Energy and Cosmological problems on the Basis of النسبية العامة)
مشرف الدكتوراه بروفيسور علي الطاهر شرف الدين الممتحن الخارجي بروفيسور محجوب عبيد طه

## الاوراق العلميه والاسهامات
72 ورقه علميه نشرت + 2 قبلت للنشر
- ألف عده كتب في الفيزياء في المرحلة الجامعيه والمرحلة الثانويه والتعليم التقني.
- سجل أكثر من 200 حلقه في الاعجاز العملي في القران الكريم في التلفزيون القومي والاذاعات
- قدم 20 ورقه علميه في مؤتمرات دوليه منها المركز الدولي للفيزياء النظرية (ترستا -إيطاليا ICTP).
- نال جائزة التعليم العالي في الرياضيات عام 2005 في النسبيه الخاصه المعممه.
- زميل الجمعية الفيزيائية الامريكيه.
- زميل المركز الدولي للفيزياء النظرية 1994-1996.
- عضو دائره العلوم الكونيه بالمركز العالمي لابحاث الإيمان.
- رئيس قسم الفيزياء بجامعة أفريقيا العالمية سابقا.
- أستاذ الفيزياء النظرية بجامعه السودان للعلوم والتكنولوجيا.